# Onthophagus euchlorus
Onthophagus euchlorus är en skalbaggsart som beskrevs av D'orbigny 1902. Onthophagus euchlorus ingår i släktet Onthophagus och familjen bladhorningar. Inga underarter finns listade i Catalogue of Life.